# Biegewellenwandler
Der Biegewellenwandler (englisch bending shaft converter) ist eine neuere Lautsprecherbauart. Der klassische Lautsprecher beruht der Idee nach auf einer kohärenten, starr gleichförmigen Membranbewegung. Biegewellenwandler regen die Membran dagegen gezielt zu inneren Schwingungen, aus denen sich die Schallabstrahlung ergibt. Dies erfordert entsprechende Membranmaterialien. Die effektive Schallabstrahlung ist ein Netto-Effekt der räumlichen und zeitlich gewichteten, unterschiedlich bewegten Membranteile, die sich als komplex zu berechnender Mittelwert errechnen lässt.
Die umgangssprachliche Bezeichnung „Flachlautsprecher“ (englisch flat panel loudspeaker) verweist eher auf die Bauweise als auf das Funktionsprinzip.

## Prinzipien
Siehe auch: Biegewelle

### Regelmäßige Schwingungsmuster
Im Biegewellenwandler nach Joseph W. Manger wird eine außen fest eingespannte, biegeweiche Kreisscheibe von einer zentralen Schwingspule angetrieben. Zu hohen Frequenzen bilden sich Schwingungsmuster auf der Membran aus, da die Laufzeit der Verformungen vom Anregungszentrum zum Rand hin zusehends größer wird als die Periodendauer des Anregungssignals (Partialschwingungen). Ist der Membranrand bei allen Frequenzen mit dem Wellenwiderstand abgeschlossen, läuft die Biegewelle reflexionsfrei aus. Eine weitere Bedingung für die effektive Schallabstrahlung ist eine starke Dämpfung der auslaufenden Welle auf der Membran. Die bisherigen Realisierungen zeigen jedoch Reflexionen und eine frequenzabhängig variable Dämpfung, sodass neben einem eher niedrigen Wirkungsgrad der Schalldruckfrequenzgang vergleichsweise unregelmäßig verläuft. Weil Dämpfung und Phasengeschwindigkeit wiederum von der aktuellen Form der Membran abhängen, ist das Funktionsprinzip anfällig für harmonische Verzerrungen und Intermodulationen. 
Beim System nach Walsh breiten sich Biegewellen auf einem gestreckten Konus aus. Diesem Prinzip, das in den 1970er Jahren entwickelt wurde, liegt eine für tiefe Frequenzen biegesteife Membran, z. B. aus Titan zugrunde. Es ist möglich, den tieferen Teil des Spektrums nach Art eines konventionellen Lautsprechers abzustrahlen, indem der Konus als ganzes in Richtung seiner Achse bewegt wird. 
Die Scheibe nach Manger als auch der Konus nach Walsh zielen auf ein regelmäßiges Schwingungsmuster auf der Membran ab. Mit Annahme des genau bekannten Schwingungsmusters wird die Berechnung des Schallfeldes durchgeführt und konstruktiv eine Optimierung gesucht.

### Unregelmäßige Schwingungsmuster
Der Distributed Mode Loudspeaker ist ebenfalls ein Biegewellenwandler. Seine konstruktive Grundlage ist jedoch nicht ein regelmäßiges Schwingungsmuster. Vielmehr wird eine im Einzelnen derart wechselhafte Membranbewegung angenommen, dass eine statistische Behandlung sinnvoll wird. Die möglichst hohe Dichte von Teilschwingungen im Frequenzbereich wird durch eine stark reflektierende Einspannung der Membran, durch geringe Dämpfung und vielfache Anregung an verschiedenen Orten durch sogenannte Exciter (Oberflächenerreger oder auch surface transducer genannt) erzielt. Die gezielte Konstruktion verwendet die computertechnische Lösung der relevanten Partiellen Differentialgleichungen und ist demnach erst seit den 2000er Jahren praktikabel. Ebenso seit dieser Zeit gibt es NXT-Flatpanels, bei denen verschiedene Zonen angeregt werden. Die Position der Schallerreger ist computerberechnet; die Schallfläche wird nach einer Messung mit dämpfender Masse computergestützt abgeglichen.

### Allgemeines
Je nach Ausführung sind Wirkungsgrade erzielbar, die mit denen konventioneller Lautsprecher vergleichbar sind. Das prinzipbedingt diffuse Schallfeld dieser Lautsprecher ist in schwierigen akustischen Umgebungen ein besonderer Vorteil. 
Mit einem Biegewellenwandler lässt sich im Prinzip jede beliebige Oberfläche als Membran verwenden, sofern die Materialeigenschaften zum akustisch beabsichtigten Verhalten passen, und/oder das Signal entsprechend entzerrt wird.

## Anwendungen
Die Anwendung erstreckt sich von Beschallungsanlagen über Heimgeräte, Smart Speaker und Hifi-Lautsprecher, "sprechende" Schaufensterverglasungen bis zu schallaktiven Displays von Mobiltelefonen.